# Ella Elle l'a
«Ella, elle l'a» (en francés: "Ella, ella lo tiene") es una canción interpretada por la cantante francesa France Gall, lanzada como sencillo de su álbum Babacar en agosto de 1987, el cual se convirtió en un verdadero hit en toda Europa, así como en América (especialmente en Quebec, el Cono Sur y Brasil) y en Asia (especialmente en Japón).
Escrita por Michel Berger, el tema es sobre todo un tributo a Ella Fitzgerald, pero también una canción de protesta contra el racismo y un himno al empoderamiento personal. Musicalmente hablando, transcurre "entre el sonido puro del bajo (interpretado por Jannick Top) y el brillo de la trompeta". La canción también está disponible en el maxi CD de Évidemment, publicado en marzo de 1988; y además una versión se extrajo como sencillo de su álbum en directo Le Tour de France en noviembre del mismo año.
La canción tuvo un gran éxito entre los años 1987 y 1988, logrando el número uno en Austria y Alemania en este último año, además de llegar al Top 10 en Suecia, España y Argentina. En Francia, el sencillo fue certificado como disco de plata por la SNEP, llegando al N.º 2. Estuvo en el chart Top 50 durante diecinueve semanas, desde el 24 de octubre de 1987; y nueve semanas en el Top 10. Además, le valió dos premios Victoires de la Musique en ambos años. Fue versionada por la cantante francesa Alizée en vivo en 2002 y por la cantante belga Kate Ryan en modo dance en 2008. Esta última fue un éxito en toda Europa, siendo, por ejemplo, la segunda canción más vendida en España en 2008 con más de 200.000 copias vendidas , obteniendo así 5 discos de platino.